# بيدرو دوق كانتابريا
بيدرو دوق كانتابريا (بالإسبانية: Pedro de Cantabria) (و. 665 – 730 م) هو أرستقراطي إسباني، ولد في منطقة كانتابريا، توفي عن عمر يناهز 65 عاماً.